# Solenophora
Solenophora es un género con 19 especies de plantas herbáceas  perteneciente a la familia Gesneriaceae. Es originario de América.

## Descripción
Son plantas herbáceas sufrútices, arbustos o pequeños árboles. El tallo generalmente alargado, erecto, leñoso , cilíndrico a subquadrangular , la médula suele ser prominente , marrón y gris en la madurez. Las hojas son opuestas , pecioladas , a menudo grandes , membranosas , aovadas a elípticas, dentadas o aserradas con venas 7-10 , arqueándose hacia el ápice . Las inflorescencias numerosas axilares, con una a unas pocas flores, generalmente pedunculadas. Sépalos connados en la base , superando el ovario. El tubo de la corola es grande y vistoso, alargado, de color amarillo a anaranjado o rojizo naranja. El fruto es una cápsula seca o algo carnosa coronada por el cáliz persistente. Las semillas son fusiformes. El número de cromosomas : 2n = 20.

## Distribución y hábitat
Se distribuyen principalmente en  América Central, donde se presenta en los bosques húmedos en alturas medias y las altas. 

## Etimología
El nombre del género deriva de las palabras griegas σωλην, solēn = tubo , y φερειν ,  ferein = llevar. El nombre alude ya sea el cáliz tubular o a la corola persistente  (ambos se describen como tubular en la descripción original ) .

## Especies
| - Solenophora abietorum - Solenophora australis - Solenophora calycosa - Solenophora chiapasensis - Solenophora chiapensis - Solenophora coccinea - Solenophora endlicheriana - Solenophora erubescens - Solenophora guttata - Solenophora insignis | - Solenophora maculata - Solenophora obliqua - Solenophora obscura - Solenophora pirana - Solenophora purpusii - Solenophora toucana - Solenophora tuerckheimiana - Solenophora tuxtlensis - Solenophora wilsonii |